# Jean-Baptiste Renoyal de Lescouble
Jean-Baptiste Marie Zéphyrin Martin Renoyal de Lescouble (1776-1838) fut un diariste, un colon et un peintre amateur français.

## Biographie
Né à Saint-Denis le 17 janvier 1776 , fils d’un officier breton, René Martin de Lescouble, chevalier, seigneur de Renoyal, et d'une créole de la Réunion, Marie Jeanne Geneviève Roudic du Meslon. 
Il s’embarque à l’âge de onze ans pour la France avec ses frères, vraisemblablement pour y faire des études. Comme la plupart des familles nobles ou aisées de l'époque, ses parents souhaitent que leurs enfants reçoivent en France une éducation plus complète que celle reçue dans l’île. Lescouble regagne Bourbon - La Réunion à l’âge de vingt ans et s’installe comme planteur sur une propriété « à la limite des communes de Sainte-Marie et de Sainte-Suzanne, d’une superficie approximative d’une vingtaine d’hectares, limitée par des arbustes surnommés "Chandelles" ». Il devait avoir une vingtaine d’esclaves, « petits Noirs » de moins de 14 ans compris.  
Il tient un journal de 1811 à 1838, année de sa mort. Boulimique de l'action, il y relate ses activités de planteur, d'architecte, de peintre et surtout, témoigne de son époque dans la société de l'île Bourbon au début du XIXe siècle.
Jean-Baptiste Renoyal de Lescouble n’est pas médecin, mais de 1811 à 1838, ses cahiers font une large part aux maladies de l’époque et à leur traitement. Il soigne ses voisins, ses enfants, sa famille, ses Noirs, jouant le rôle d’un infirmier et d’un médecin. 
Il entretient des relations suivies avec François-Auguste Vinson qui lui envoie des médicaments. Il n’hésite pas à proposer pour sa tante, d’autres thérapeutiques que celle du docteur Vinson et voue une confiance absolue dans les vomitifs et les purgatifs dont il inonde son entourage, avec quelques succès. Il maintient ainsi sa tante en vie pendant cinq mois, alors qu’elle est vraisemblablement atteinte d’une insuffisance cardiaque terminale, au stade de l’anasarque. 
Jean-Baptiste Renoyal de Lescouble est un colon passionné par la terre qu'il cultive, et soucieux du bien-être de ses contemporains. Franc-maçon, il est engagé aux côtés des Francs-Créoles, mouvement qui revendique une gouvernance plus à l'écoute des Réunionnais.
Également musicien et peintre, il réalise vers la fin de sa vie les décors du théâtre de Saint-Denis.